# Lardiers
Lardiers – miejscowość i gmina we Francji, w regionie Prowansja-Alpy-Lazurowe Wybrzeże, w departamencie Alpy Górnej Prowansji.

## Demografia
Według danych na rok 1990 gminę zamieszkiwało 99 osób, a gęstość zaludnienia wynosiła 3 osoby/km². W styczniu 2015 r. Lardiers zamieszkiwało 116 osób, przy gęstości zaludnienia wynoszącej 3,9 osób/km².